# Fernanda Santorsola
Fernanda Santorsola (Bari, 14 luglio 1933) è una funzionaria dirigente di pubblica sicurezza italiana, prima donna in Italia a ricevere l'incarico di dirigente di Squadra mobile.

## Biografia
Figlia di Domenico, nativo di Ostuni, ufficiale medico dell’esercito, e di Teresa Nardone, nativa di Bari,  casalinga, diplomata in pianoforte. Si diploma al Liceo classico Regina Margherita di Bari e successivamente si laurea in Giurisprudenza all’università di Bari discutendo una tesi in diritto penale con il professor Aldo Moro dal titolo “L’adeguatezza dell’azione nel tentativo (art. 56 del Codice Penale)”. Successivamente consegue l’abilitazione alla professione forense.

## Carriera
Dopo il superamento dell’esame da procuratore, nel 1960, vince il concorso  per l’ingresso nella Pubblica Sicurezza. Il 07 dicembre 1959 era stata promulgata la legge n. 1083 che istituiva il Corpo di Polizia femminile, aprendo le porte della polizia alle donne, ma con funzioni limitate alla prevenzione e accertamento di reati contro la moralità pubblica e il buon costume, la tutela del lavoro delle donne e minori, e la famiglia.
Inizia nel 1961 il servizio nella Polizia di Stato come Ispettrice di Polizia prima a Brindisi poi ad  Ancona. Riceve frequenti incarichi fuori dalla sua sede per interventi specifici: nel 1968 viene inviata a Trapani per svolgere servizio in occasione del terremoto.
Nel 1971 è incaricata dalla Questura di Trapani, di condurre le indagini relative al sequestro e omicidio di tre minori a Marsala. In una indagine sostanzialmente in stallo, in base alla sua esperienza con minori maltrattati, ha la capacità di interloquire con sensibilità con bambine amiche delle scomparse e, nostante la difficolà a interpretare lo stretto dialetto da loro parlato, intuisce particolari, da altri non rilevati, che consentirono di indirizzare le indagini verso uno zio di una delle bambine, contribuendo efficacemente alla identificazione dell’autore dell’omicidio.
Nel 1977 viene inviata in Friuli per svolgere servizio in occasione del terremoto; per la competenza con cui svolge questo servizio riceve l'encomio da parte del Commissario straordinario per le zone terremotate, on. Giuseppe Zamberletti.
Nel 1981, a seguito della riforma della Polizia, viene inquadrata nel ruolo generale dei Funzionari di Polizia con le conseguenti attribuzioni di competenza per tutti i reati da chiunque commessi. Dopo un breve periodo di assegnazione alla direzione dell’Ufficio Stranieri viene nominata, dal Questore, Dirigente della Squadra Mobile e Responsabile della Polizia Giudiziaria presso la Procura della Repubblica di Ancona, incarichi questi che sia in Italia che all’estero non erano mai stati assegnati ad una donna. Questa nomina ha ampia risonanza a livello nazionale, ne scrivono infatti Il Corriere della sera, La Stampa, La Repubblica, l'Unità,Il Resto del Carlino, Il Giorno, Il Mattino, l'Occhio, il Tempo, OGGI.
Appartengono a questo periodo importanti operazioni tra le quali l’arresto del responsabile del sequestro di persona avvenuto a mano armata nell’agenzia della Banca Nazionale di Ancona, vicenda estremamente pericolosa e di imprevedibile epilogo. L’arresto è avvenuto dopo una lunga giornata di trattative: Il sistema di parlamentare con il malvivente da lei adottato, che all’epoca era stato criticato dai colleghi, oggi è entrato nell’uso comune
Nel 1980 viene inviata in missione a Venezia per prestare servizio d'ordine in occasione del G7 che prevedeva la visita del Presidente americano Jimmy Carter con il quale ha interagito personalmente.
Nel 1984 viene promossa al ruolo di primo Dirigente della Polizia di Stato, assumendo la direzione del Centro Interprovinciale Criminalpol con compiti di coordinamento delle indagini per le operazioni di polizia giudiziaria delle otto squadre mobili delle regioni Marche e Abruzzo.
Sotto la sua gestione sono state coordinate molteplici attività operative di polizia giudiziaria che hanno più volte portato positivi risultati nella lotta contro la malavita organizzata e il traffico degli stupefacenti.
Nel 1992 viene trasferita a Mantova con le attribuzioni di vice Questore, e due anni dopo rientra ad Ancona dove riceve l’encomio del Questore per l’arresto di un pericoloso pregiudicato dell’Anonima Sarda evaso dal carcere di Sollicciano (Firenze) dove stava scontando una pena per sequestro di persona a scopo di estorsione.
Nel 1996 assume la direzione del Compartimento di Polizia Ferroviaria per le Marche, Umbria e Abruzzo.
Nel 1998 viene collocata in pensione per raggiunti limiti di età.

### Altri incarichi
Dal 2000 al 2008 ha svolto le funzioni di Giudice di Pace nella sede di Ancona nel settore dei giudizi penali ed in quello dei ricorsi amministrativi contro le espulsioni degli stranieri.
Negli anni in cui era in servizio ad Ancona e a Mantova, ha svolto anche il ruolo  di docente di procedura penale presso le Scuole di Allievi Agenti della Polizia di Stato di Senigallia e Peschiera del Garda.

## Onorificenze
- 1977 Diploma di Benemerenza con Medaglia a testimonianza dell’opera prestata a favore della popolazione del Friuli colpita dal sisma del 06/05/1976 e 15/09/1976 da parte del Commissario Straordinario del Governo per il Friuli onorevole Zamberletti.

- 1985  Conferimento dell’onorificenza di Cavaliere da parte del Presidente della Repubblica Sandro Pertini.
- 1988 Conferimento dell’onorificenza di Ufficiale da parte del Presidente della Repubblica Francesco Cossiga.
- 2025 il Comune di Ancona conferisce l’Attestato di Civica Benemerenza con medaglia d’argento[22] .

## Riconoscimenti
- 19/11/1971 Lettera di elogio del Procuratore della Repubblica di Marsala dott. Terranova per l’opera prestata  nelle indagini relative all’omicidio e sequestro di tre minori contribuendo efficacemente alla identificazione dell’autore dell’efferato delitto.
- 05/10/1972 Encomio del Questore di Ancona per l’opera svolta durante il sisma che ha colpito una vasta zona dell’anconetano.
- 24/05/1977 Lettera di elogio dell’on. Zamberletti, Commissario Straordinario per le zone terremotate, per l’attività personale svolta nella regione Friuli colpita dal sisma, per le esigenze connesse alle operazioni di soccorso in favore delle popolazioni terremotate.
- Nel 1981, in occasione della sua nomina a Capo della Squadra mobile,  la TV tedesca produce un breve filmato con una inchiesta su di lei[23]
- 29/03/1982 Lettera di elogio del Questore di Ancona per l’arresto del responsabile di sequestro di persona avvenuto nell’agenzia della BNL di via Marconi di Ancona.
- 05/12/1990 Lode concessa dal Ministero dell’Interno nella persona del Capo della Polizia con la motivazione “Dando prova di acume investigativo, capacità organizzativa ed elevato senso del dovere, collaborava alle laboriose indagini che consentivano di individuare ed arrestare, in Jugoslavia, tre nomadi responsabili di violenze, stupri, rapine e dell’omicidio di quattro persone componenti di una famiglia”.
- 04/10/1994 Encomio del Questore di Ancona per l’arresto di un pericoloso pregiudicato evaso dal carcere di Sollicciano (Firenze) dove stava scontando una pena per sequestro di persona a scopo di estorsione.
- 2010 IL CIF di Montecassiano (MC) in occasione della dodicesima edizione del “Premio Donna” - le conferisce il premio assegnato a donne che, a livello personale o in rappresentanza di Enti, imprese o Associazioni, contribuiscono a valorizzare lo specifico femminile.
- 2000 Conferimento premio Antigone 1999/2000 (Comitato per il riconoscimento dell’impegno femminile nella realtà pugliese).

## Nel  Soroptimist
Nel 1972 è stata tra le socie fondatrici del Club Soroptimist di Ancona, affrontando particolari disagi in quanto in quell’anno la città di Ancona era stata sconvolta dal terremoto.
Ha ricoperto la carica di Presidente negli anni sociali 1979-1980, 1980-1981 e 1981-1982 e le cariche di Consigliera, Segretaria, Delegata ed altre affidatele di volta in volta per la partecipazione alle varie Commissioni, Aree di programma e Comitati previsti dallo Statuto.
Nel corso dell’attività soroptimista ha approfondito, anche con relazioni, il tema della donna nella Polizia di Stato e i problemi della parità di genere, oltre alle tematiche relative alla condizione dei minori.

## Scritti
- Fernanda Santorsola, Rosa Brunori Ciriaco, Soroptimist International d’ Italia Club di Ancona Quarant’anni di impegno 1972-2012, Casa editrice Tecnoprint , Ancona, 2012
- Fernanda Santorsola, La rivincita della memoria. Quando Eva sfidò Adamo ed entrò in Polizia,  Casa editrice Che Typo Soc. Coop, Falconara Marittima, 2024.